# Eduard Sperling
Georg Eduard „Ede” Sperling (ur. 29 listopada 1902 w Hamm, zm. 24 lutego 1985 w Dortmundzie) – niemiecki zapaśnik stylu klasycznego.
Zdobył dwa medale olimpijskie w wadze lekkiej – srebrny (Amsterdam 1928; kategoria do 67,5 kg) i brązowy (Los Angeles 1932; kategoria do 66 kg). Do jego osiągnięć należy również trzy tytuły mistrza Europy (Budapeszt 1927, Dortmund 1929, Praga 1931). Pięciokrotnie był mistrzem (1927, 1931, 1932, 1936 w stylu klasycznym oraz 1934 w stylu wolnym) i raz wicemistrzem Niemiec (1926). W 1934 zajął trzecie miejsce na mistrzostwach swego kraju w stylu klasycznym.